# Vasai-Virar City
Vasai-Virar City es una ciudad y  municipio situada en el distrito de Palghar en el estado de Maharashtra (India). Su población es de 1222390 habitantes (2011). Se encuentra a 18 km de Thane y a 44 km de Bombay, de cuya área metropolitana forma parte.

## Demografía
Según el censo de 2011 la población de Vasai-Virar City era de 1222390 habitantes, de los cuales 648172 eran hombres y 574218 eran mujeres. Vasai-Virar City tiene una tasa media de alfabetización del 88,57%, superior a la media estatal del 82,34%: la alfabetización masculina es del 91,53%, y la alfabetización femenina del 85,22%.

## Clima
| Parámetros climáticos promedio de Vasai-Virar | Parámetros climáticos promedio de Vasai-Virar | Parámetros climáticos promedio de Vasai-Virar | Parámetros climáticos promedio de Vasai-Virar | Parámetros climáticos promedio de Vasai-Virar | Parámetros climáticos promedio de Vasai-Virar | Parámetros climáticos promedio de Vasai-Virar | Parámetros climáticos promedio de Vasai-Virar | Parámetros climáticos promedio de Vasai-Virar | Parámetros climáticos promedio de Vasai-Virar | Parámetros climáticos promedio de Vasai-Virar | Parámetros climáticos promedio de Vasai-Virar | Parámetros climáticos promedio de Vasai-Virar | Parámetros climáticos promedio de Vasai-Virar |
| Mes                                           | Ene.                                          | Feb.                                          | Mar.                                          | Abr.                                          | May.                                          | Jun.                                          | Jul.                                          | Ago.                                          | Sep.                                          | Oct.                                          | Nov.                                          | Dic.                                          | Anual                                         |
| --------------------------------------------- | --------------------------------------------- | --------------------------------------------- | --------------------------------------------- | --------------------------------------------- | --------------------------------------------- | --------------------------------------------- | --------------------------------------------- | --------------------------------------------- | --------------------------------------------- | --------------------------------------------- | --------------------------------------------- | --------------------------------------------- | --------------------------------------------- |
| Temp. máx. media (°C)                         | 28.5                                          | 29                                            | 31                                            | 32.5                                          | 33.2                                          | 32                                            | 29.7                                          | 29.5                                          | 29.8                                          | 32.1                                          | 32                                            | 30.3                                          | 30.8                                          |
| Temp. media (°C)                              | 23.2                                          | 23.7                                          | 26.3                                          | 28.3                                          | 29.8                                          | 29                                            | 27.4                                          | 27.1                                          | 27                                            | 27.8                                          | 26.6                                          | 24.6                                          | 26.7                                          |
| Temp. mín. media (°C)                         | 17.9                                          | 18.5                                          | 21.6                                          | 24.2                                          | 26.5                                          | 26.1                                          | 25.1                                          | 24.7                                          | 24.3                                          | 23.6                                          | 21.2                                          | 18.9                                          | 22.7                                          |
| Precipitación total (mm)                      | 0                                             | 1                                             | 1                                             | 0                                             | 10                                            | 486                                           | 870                                           | 531                                           | 350                                           | 71                                            | 6                                             | 1                                             | 2327                                          |
| Fuente: Climate-Data.org (altitude: 5m)       |                                               |                                               |                                               |                                               |                                               |                                               |                                               |                                               |                                               |                                               |                                               |                                               |                                               |